# Mito (distrito)
Mito é um distrito da província de Concepción, localizado do Departamento de Junín, Peru.

## Transporte
O distrito de Mito é servido pela seguinte rodovia:
- PE-3SB, que liga o distrito de Jauja ao distrito de Sicaya[2][3][4]